# Vajkovce
Vajkovce es un municipio del distrito de Košice-okolie en la región de Košice, Eslovaquia, con una población estimada a final del año 2024 de 933 habitantes.
Se encuentra ubicado en el centro de la región, en la cuenca hidrográfica del río Sajó (afluente derecho del Tisza) y cerca de la frontera con la región de Prešov y con Hungría.

## Demografía
| Año        | 1994 | 2004    | 2014     | 2024     |
| ---------- | ---- | ------- | -------- | -------- |
| Población  | 494  | 522     | 742      | 933      |
| Diferencia |      | +5,66 % | +42,14 % | +25,74 % |

| Año        | 2023 | 2024    |
| ---------- | ---- | ------- |
| Población  | 943  | 933     |
| Diferencia |      | −1,06 % |